# إضافة محبة للإلكترونات
في الكيماء العضوية التفاعلات المحبة للإلكترونات (أو الشغوفة بالإلكترونات) هي تفاعلات إضافة حيث يتم إزالة رابطة باي من مركب كيميائي بتفاعل رابطتين تساهميتين جديدتين. وفي الإضافة المحبة للإلكترونات غالبا ما تتم للمواد التي بها رابطة كربون-كربون ثنائية أو ثلاثية.
Y-Z + C=C → Y-C-C-Z
القوة الدافعة لهذا التفاعل هو تكون متفاعل محب للإلكترون Y+ وهذا يكون رابطة تساهمية مع نظام (-C=C-) مشبع غني بالإلكترونات (الخطوة الأولي).
+step (1) Y+ + -C=C- → Y-C-C-
في الخطوة الأولي من التفاعل المحب للإلكترونات يتحد المركب الوسيط الموجب الشحنة مع (Z) والذي يكون غني بالإلكترونات لتكوين الرابطة التساهمية الثانية.
step (2) Y-C-C+- + Z → Y-C-C-Z
الخطوة الثانية تتواجد أيضا في تفاعل SN1. العدد المحدد للمحب للإلكترونات وطبيعة المركب الوسيط الموجب الشحنة ليست دائما واضحة وتعتمد على المتفاعلات وظروف التفاعل.
وفى كل تفاعلات الإضافات غير متماثلة الكربون فإن إتجاه سير التفاعل مهم للغاية ويتم تحديده طبقا لقاعدة ماركينيكوف. مركبات البورون العضوية ينتج منها إضافة معاكسة لقاعدة ماركينيكوف. ويحدث هجوم للمتفاعلات المحبة للإلكترونات على الأنظمة الأروماتية وينتج منها استبدال أروماتي شغوف بالإلكترونات أكثر من تفاعلات الإضافة.

## أمثلة تفاعلات الإضافة المحبة للإلكترونات
- تفاعل إضافة ثنائي الهالوجين
- هلجنة هيدروجينية
- تفاعل الإماهة (إضافة الماء)
- هدرجة
- تفاعل أكسدة زئبقية
- تفاعل أكسدة هيدروبورونية